# Manjača
Manjača (kyrillisch: Мањача) ist der Name eines Berges in Bosnien und Herzegowina, welcher sich 22 km südlich von der Stadt Banja Luka befindet. Der Berg liegt im nördlichen Teil der Republika Srpska. Der höchste Gipfel, Velika Manjača, ist 1239 m hoch.

## Geschichte
Die Region war während des Zweiten Weltkrieges ein Stützpunkt für Tschetnik-Soldaten. Nach dem Höhepunkt des Krieges hat die SFRJ von Josip Broz Tito die serbische Bevölkerung als Vergeltung vertrieben und errichtete eine große Armeebasis und einen Schießplatz für die neue Jugoslawische Volksarmee (JNA).
In der zweiten Hälfte des 20. Jahrhunderts befand sich hier ein Militärstützpunkt der JNA und während des Bosnienkrieges einer der militärischen Stützpunkte der Armee der Republika Srpska. Zudem befand sich hier das Lager Manjača.